# Чед Лароуз
Чед Лароуз (англ. Chad LaRose; 27 березня 1982, м. Фрейзер, США) — американський хокеїст, правий/лівий нападник. Виступає за «Кароліна Гаррікейнс» у Національній хокейній лізі.
Виступав за «Плімут Вейлерс» (ОХЛ), «Лоуелл-Лок Монстерс» (АХЛ), «Флорида Еверблейдс» (ECHL).
В чемпіонатах НХЛ — 423 матчі (69+86), у турнірах Кубка Стенлі — 39 матчів (4+8).
У складі національної збірної США учасник чемпіонату світу 2007 (7 матчів, 2+1). У складі молодіжної збірної США учасник чемпіонату світу 2002.
Досягнення
- Володар Кубка Стенлі (2006)